# United States Special Operations Command
Le United States Special Operations Command (USSOCOM, aussi écourté en SOCOM dans la culture populaire) est un des onze Unified Combatant Command dépendant du département de la Défense des États-Unis (DoD). L'USSOCOM a pour tâche de fournir aux commandements interarmées de combat des forces spéciales formées et entraînées, aptes à effectuer des opérations spéciales.
Créé le 16 avril 1987, l'USSOCOM a son quartier général à MacDill Air Force Base à Tampa en Floride. Le commandant est le général Richard D. Clarke (en) (U.S. Army).

## Commandements et effectifs

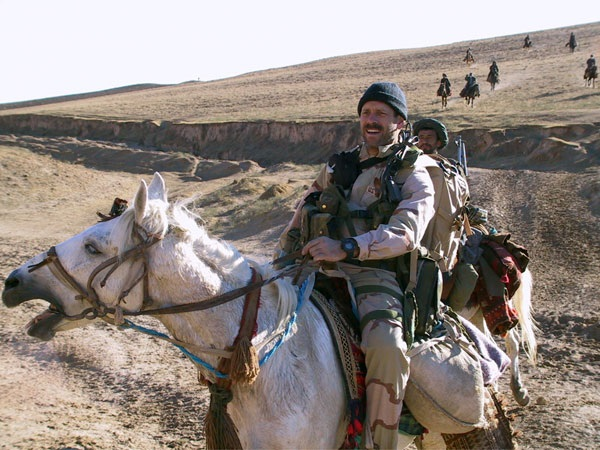
Les forces spéciales utilisent souvent un matériel de haute technologie mais doivent s'adapter au terrain tel ces cavaliers lors de la guerre d'Afghanistan de 2001.

Le USSOCOM a sous ses ordres un certain nombre de sous-commandements dits « SOC » (car le terme Special Operations Command est toujours intégré dans l'appellation). 
On distingue deux types de « SOC », les commandements propres à chaque branche des forces armées américaines (Army, Marine Corps, Air Force, etc.), et les Theater Special Operations Commands (TSOC), qui sont des commandements rattachés à des commandements unifiés géographiques. 
Les effectifs prévus en 2010 pour la première moitié des années 2010 sont d'environ 660 équipes d’opérations spéciales (dont des équipes ODA, des sections SEAL, des équipes d’opérations spéciales des Marines, des équipes tactiques spéciales de l’armée de l’air et des détachements d'aviation opérationnels), 3 bataillons de Rangers, 165 aéronefs à rotors basculants/à voilure fixe pour l'aéromobilité et l’appui-feu. 
En août 2012, l'effectif total est estimé à 63 650 militaires et le budget consacré aux forces spéciales est de 14 milliards de dollars américains.
| Organisation                                        | Effectifs | %    |
| --------------------------------------------------- | --------- | ---- |
| U.S. Special Operations Command Headquarters        | 2 606     | 4,0  |
| U.S. Army Special Operations Command                | 28 500    | 45,0 |
| Air Force Special Operations Command                | 18 000    | 28,0 |
| Naval Special Warfare Command                       | 9 000     | 14,0 |
| U.S. Marine Corps Forces Special Operations Command | 2 600     | 4,0  |
| Joint Special Operations Command HQ                 | 1 519     | 2,4  |
| Theater Special Operations Command HQs              | 1 425     | 2,2  |
| Total                                               | 63 650    | 100  |

### Quartier général
- Center for Special Operations (CSO ou SCSO)[5]
  - Intelligence Support Group (J2)
  - Operations Support Group (J3)
  - Campaign Support Group (J5)
  - Interagency Task Force (IATF)[6]
    - Global Forecasting Team (GFT)

  - Joint Military Information Support Command (JMISC)[7]
- Chief of Staff and Command Support Center (SOCS)
- Center for Acquisition and Logistics (SOAL)
- Center for Networks and Communications (SONC)
- Center for Force Structure, Requirements, Resources, and Strategic Assessments (SORR)
- Center for Knowledge and Futures (SOKF)
- Irregular Warfare Directorate (J-10 Directorate)[8]
- Special Operations Joint Interagency Collaboration Center (SOJICC)[9]
- Crisis Action Planning Team[6]
- Special Operations Detachment-Global (SOD-G), Rhode Island ANG, Coventry ANGS, Coventry, RI[10]
- Deployment Cell (D-Cell)[11]
- Joint Acquisition Task Force (programme Dragon Spear)[12]
- Joint Special Operations University (JSOU), Hurlburt Field, Floride
- Special Operations Command - Joint Capabilities (SOC-JC)

### Commandements fonctionnels

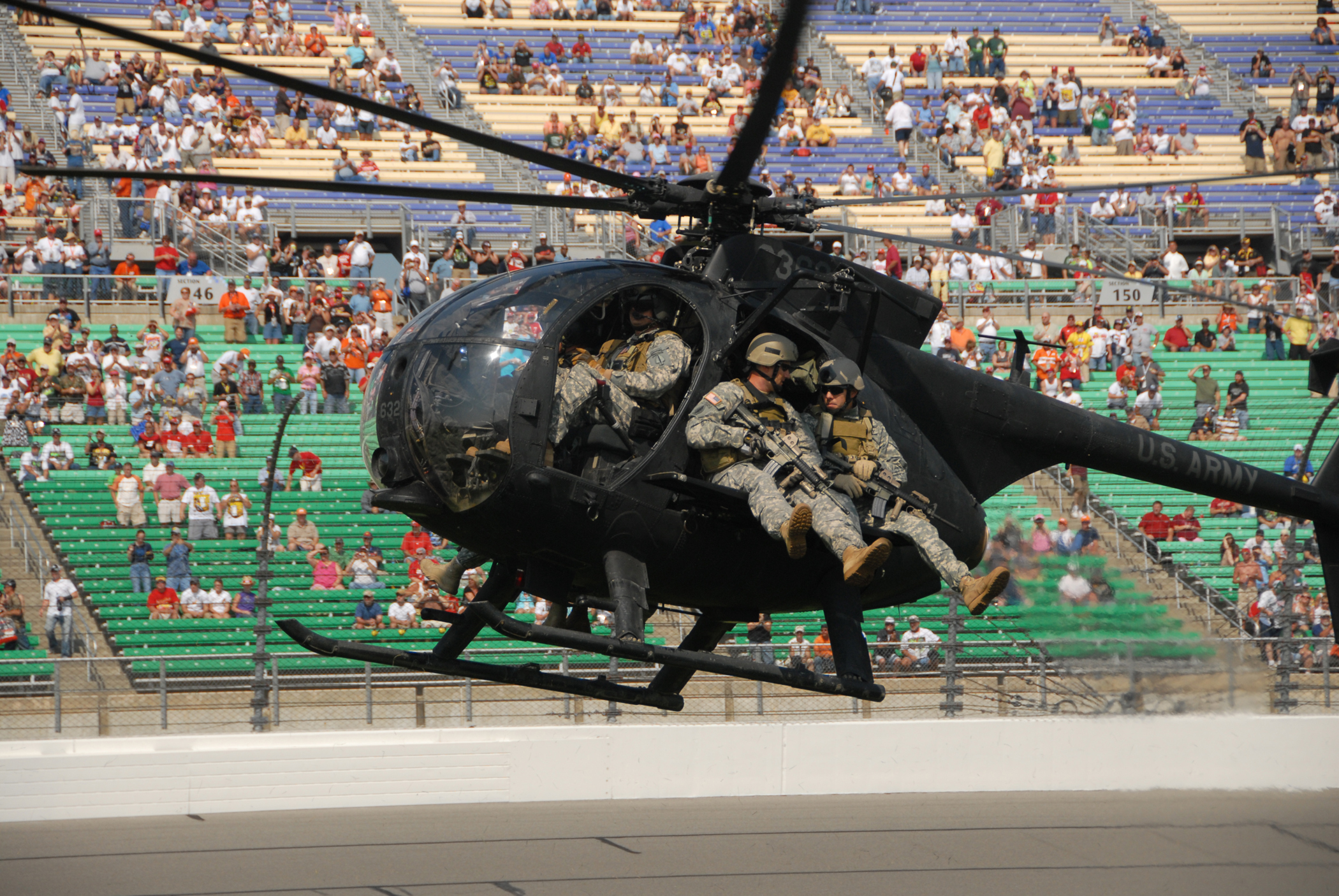
Un MH-6 Little Bird du 160th SOAR faisant une démonstration d'infiltration avec des hommes du 5th SFG(A) en 2008 au Kansas Speedway.

#### US Army Special Operations Command
- Les Rangers, unité d'infanterie légère parachutiste. Il existe actuellement un régiment de Rangers, le 75th Ranger Regiment.
- Les Special Forces (« bérets verts »), unités de guerre non conventionnelle spécialisées dans l'entrainement de guérillas et les actions de sabotages. Il existe actuellement cinq groupes de Special Forces d'active et deux de la garde nationale.
  - Les Special Operations Chemical Reconnaissance Detachments (CRD), unités de reconnaissance NBC soutenant les groupes de Special Forces. Il existe actuellement sept CRD, chacun attaché à un groupe de Special Forces[13].
- La Special Operations Aviation (aviation d'opération spéciales), qui assure le soutien aérien des forces spéciales. Il existe actuellement un régiment d'aviation d'opération spéciales, le 160th Special Operations Aviation Regiment (Airborne).
- Le 4th Military Information Support Group (4th MISG), chargé des opérations psychologiques et d'information.
- La 95th Civil Affairs Brigade (95th CA Bde), chargé des opérations civilo-militaires.
- L'US Army John F. Kennedy Special Warfare Center and School (USAJFKSWCS), école qui assure les formations spéciales à Fort Bragg (Caroline du Nord).

#### US Air Force Special Operations Command
L'US Air Force Special Operations Command (USAFSOC) commande des unités d'aéronefs spéciaux et des unités d'opérateurs :
Aéronefs :
- Lockheed AC-130H Spectre / AC-130U Spooky : canonnière volante utilisée pour la surveillance armée, l'appui aérien rapproché, l'interdiction aérienne et la protection des forces
- Boeing-Bell CV-22B Osprey : convertible utilisé pour l'infiltration, l'exfiltration et le ravitaillement de forces spéciales à longue distance
- Lockheed EC-130J Commando Solo : opérations de soutien à l'information militaire
- Lockheed MC-130E/H Combat Talon : avion utilisé pour l'infiltration, l'exfiltration et le ravitaillement de forces spéciales
- Lockheed MC-130P Combat Shadow : avion de ravitaillement en vol des hélicoptères de forces spéciales
- Lockheed MC-130W Combat Spear et MC-130J Commando II : avion utilisé pour l'infiltration, l'exfiltration et le ravitaillement de forces spéciales, et le ravitaillement en vol des hélicoptères de forces spéciales
- Pilatus U-28A : soutien intra-théâtre des forces spéciales
- MQ-1 Predator : drone de reconnaissance armée, surveillance aérienne et acquisition d'objectif
- General Atomics MQ-9 Reaper : drone hunter/killer

Opérateurs :
- Combat Controllers (CCT) : contrôle de trafic aérien, guidage de frappes aériennes
- Pararescuemen (PJ) : récupération de personnel, traitement médical d'urgence
- Special Operations Weathermen (SOWT) : techniciens météorologistes
- Combat Aviation Advisors : formations d'armées étrangères

#### Naval Special Warfare Command
Le Naval Special Warfare Command (NAVSPECWARCOM) comprend trois principaux types de forces spéciales :
- les SEAL
- les Special Warfare Combatant-craft Crewmen (SWCC), qui servent dans les unités d'embarcations spéciales qui infiltrent/exfiltrent les forces spéciales
- les unités de SEAL Delivery Vehicle (SDV), qui pilotent les mini-sous-marins servant à infiltrer/exfiltrer des forces spéciales de manière sous-marine

#### US Marine Corps Forces Special Operations Command
L'United States Marine Corps Forces Special Operations Command (MARSOC) est le commandement le plus récent de l'USSOCOM, ayant été créé en 2006. À terme, cette nouvelle branche des forces spéciales américaines devrait compter entre 2 500 et 2 600 hommes.
L'US Marine Corps avait précédemment détaché à l'USSOCOM une unité de 86 hommes, le MCSOCOM Detachment One (DET 1 ou Det One, basé à Del Mar, Californie), de 2003 à 2005.
- Marine Special Operations Regiment (MSOR)
  - 1st Marine Special Operations Battalion (MSOB)
  - 2nd Marine Special Operations Battalion
  - 3rd Marine Special Operations Battalion
- Marine Special Operations Support Group (MSOSG)
- Marine Special Operations Intelligence Battalion (MIB)
- Marine Special Operations School (MSOS)

#### US Coast Guard
L'United States Coast Guard n'a pas d'unités considérées comme forces spéciales. Cependant, depuis 2008, il apporte une contribution aux forces spéciales en fournissant quelques candidats pour intégrer les SEAL. Ceux passant la sélection et devenant SEAL devraient servir cinq à sept ans dans les forces spéciales de l'US Navy. Les deux premiers garde-côtes ont été qualifiés SEAL en mai 2010, alors que trois autres étaient à divers stades de la sélection ou de la formation.

#### Joint Special Operations Command
- 1st Special Forces Operational Detachment - Delta (Airborne) (1st SFOD-D (A)), dit « Delta Force », Fort Bragg, Caroline du Nord
- SEAL Team Six, aussi appelé Naval Special Warfare Development Group (NAVSPECWARDEVGRU, NSWDG, DEVGRU, DevGroup), Dam Neck, Virginie
- 724th Special Tactics Group, Pope Air Force Base, Caroline du Nord
  - 24th Special Tactics Squadron
  - 724th Operations Support Squadron
  - « Data Mask unit »[17]
- Flight Concepts Division, un escadron d'aviation clandestin, Fort Eustis, Virginie
- Aviation Tactics Evaluation Group (AVTEG), Fort Bragg[18]
- 66th Air Operations Squadron (AOS) « Wolfpack »[19], Pope AFB
- Joint Communications Unit (JCU), Fort Bragg
- Joint Medical Augmentation Unit (JMAU), Fort Bragg[20]
- Task Force Orange, une unité de renseignement et de préparation opérationnelle du champ de bataille anciennement connue sous le nom de US Army Intelligence Support Activity (USAISA ou simplement ISA) et basée à Fort Belvoir, Virginie
- JSOC Intelligence Brigade (JIB)
- Intelligence Crisis Action Center (ICAC) « Targeting Center », Rosslyn, Virginie, renommé Joint Reconnaissance Task Force (JRTF)
- 66th Air Support Operations Squadron (ASOS), Pope AFB
- Special Operations Logistics Support Element (SOLSE)
- Technical Applications Program Office (TAPO), Fort Eustis
- Ground Applications Program Office, Fort Eustis

Ce commandement dispose, en 2016, de deux navires de soutien du Military Sealift Command dédiés aux opérations spéciales, le MV C Champion (en) et le roulier MV C Ocean Trader (en).

### Commandements d'opérations spéciales de théâtre
Les Theater Special Operations Commands (TSOC) sont affectés aux commandements de combat géographiques. Les TSOC sont des commandements sous-unifiés responsables des forces spéciales dans le théâtre d'opérations des commandements de combat géographiques, parallèlement aux commandements des composantes terrestre, aérienne et navale. Ils fournissent aux commandements unifiés géographiques un élément de planification et de contrôle des opérations spéciales.
| TSOC                                          | Commandement unifié                                                                       | Localisation                                |
| --------------------------------------------- | ----------------------------------------------------------------------------------------- | ------------------------------------------- |
| Special Operations Command Central (SOCCENT)  | United States Central Command (CENTCOM)                                                   | MacDill Air Force Base, Floride             |
| Special Operations Command Europe (SOCEUR)    | United States European Command (USEUCOM)                                                  | Patch Barracks, Stuttgart, Allemagne        |
| Special Operations Command Pacific (SOCPAC)   | United States Pacific Command (PACOM)                                                     | Camp H. M. Smith, sur l'île d'Oahu (Hawaii) |
| Special Operations Command Korea (SOCKOR)     | United Nations Command (Corée) (UNC) Combined Forces Command (CFC) US Forces Korea (USFK) | Camp Kim, Yongsan, Corée du Sud             |
| Special Operations Command South (SOCSOUTH)   | United States Southern Command (SOUTHCOM)                                                 | Homestead Air Reserve Base, Floride         |
| Special Operations Command Africa (SOCAFRICA) | United States Africa Command (AFRICOM)                                                    | Kelley Barracks, Stuttgart, Allemagne       |

Il n'existe pas de commandement d'opérations spéciales rattaché au US Northern Command (USNORTHCOM). Son commandant prévoit de créer un SOCNORTH en septembre 2015.

## Liste des commandants de USSOCOM

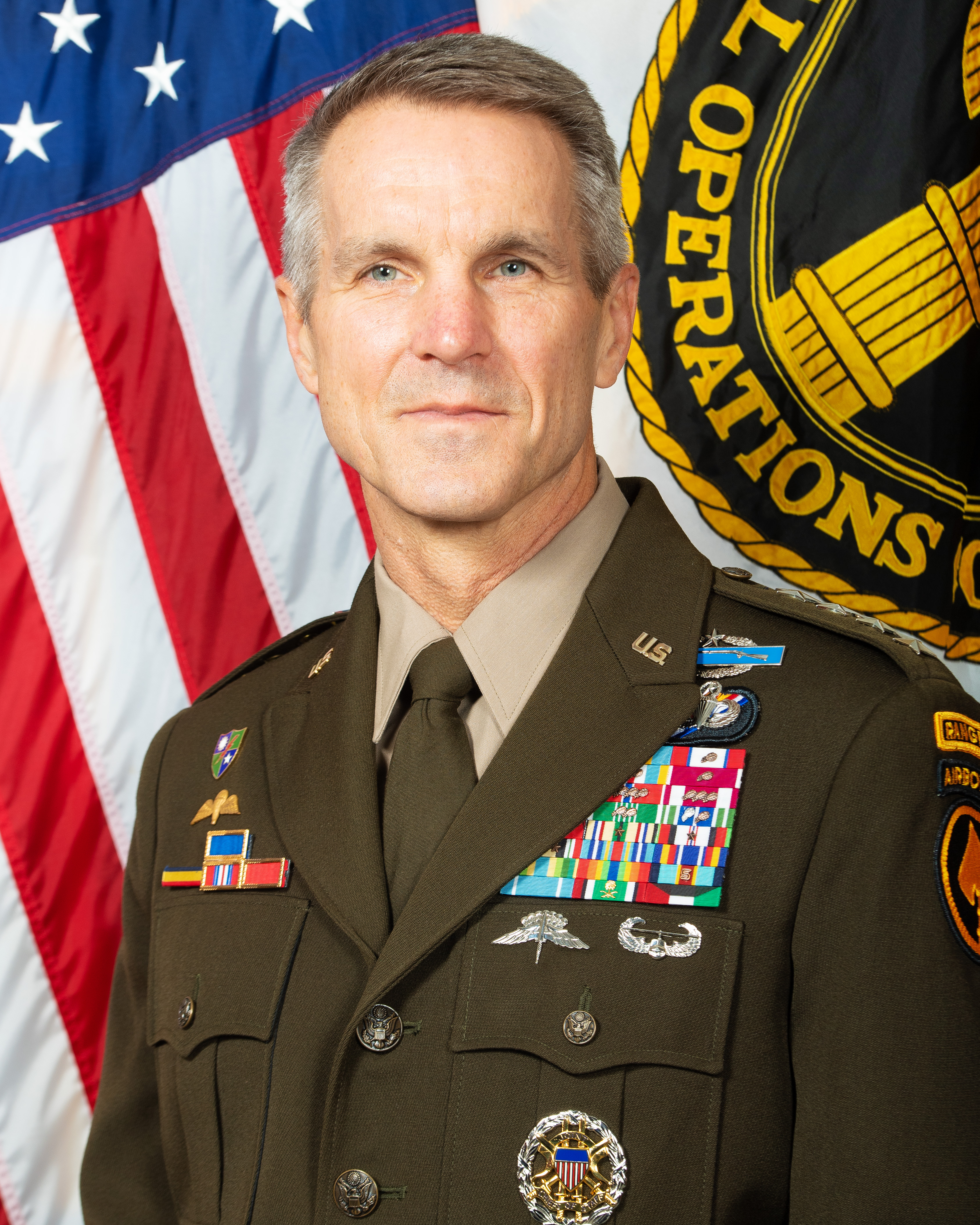
General Richard D. Clarke, actuel commandant du SOCOM

| No. | Nom                        | Branche | de             | à              |
| --- | -------------------------- | ------- | -------------- | -------------- |
| 1   | GEN James J. Lindsay       | USA     | Avril 1987     | Juin 1990      |
| 2   | GEN Carl W. Stiner         | USA     | Juin 1990      | Mai 1993       |
| 3   | GEN Wayne A. Downing       | USA     | Mai 1993       | Février 1996   |
| 4   | GEN Henry H. Shelton       | USA     | Février 1996   | Septembre 1997 |
| 5   | RADM Raymond C. Smith, Jr. | USN     | Septembre 1997 | Novembre 1997  |
| 6   | GEN Peter J. Schoomaker    | USA     | Novembre 1997  | Octobre 2000   |
| 7   | Gen Charles R. Holland     | USAF    | Octobre 2000   | Septembre 2003 |
| 8   | GEN Bryan D. Brown         | USA     | Septembre 2003 | 9 juillet 2007 |
| 9   | ADM Eric T. Olson          | USN     | 9 juillet 2007 | 8 août 2011    |
| 10  | ADM William H. McRaven     | USN     | 8 août 2011    | 28 août 2014   |
| 11  | GEN Joseph L. Votel        | USA     | 28 août 2014   | 30 mars 2016   |
| 12  | GEN Raymond A. Thomas      | USA     | 30 mars 2016   | 29 mars 2019   |
| 13  | GEN Richard D. Clarke      | USA     | 29 mars 2019   | en poste       |

## Culture populaire
Le terme SOCOM est repris dans le titre d'une série de jeux vidéo de tir, SOCOM: US Navy Seals, où le joueur est à la tête d'une unité SEAL.

### Sources
- Joint Publication 1-02, DOD Dictionary of Military and Associated Terms, US Department of Defense, version modifiée le 31 octobre 2009.

#### Sites officiels
- (en) US Special Operations Command
- (en) US Army Special Operations Command
- (en) US Naval Special Warfare Command
- (en) US Marine Corps Special Operations Command
- (en) US Air Force Special Operations Command

#### Sites sur les SOF
- (en) SpecialOperations.com: US Special Operations